# Травневое (Млиновская поселковая община)
Травневое (укр. Травневе) — село в Млиновской поселковой общине Дубенского района Ровненской области Украины.
До 2020 года входило в Млиновский район.
Население по переписи 2001 года составляло 27 человек. Почтовый индекс — 35136. Телефонный код — 3659. Код КОАТУУ — 5623882304.